# ファントムクォーツ

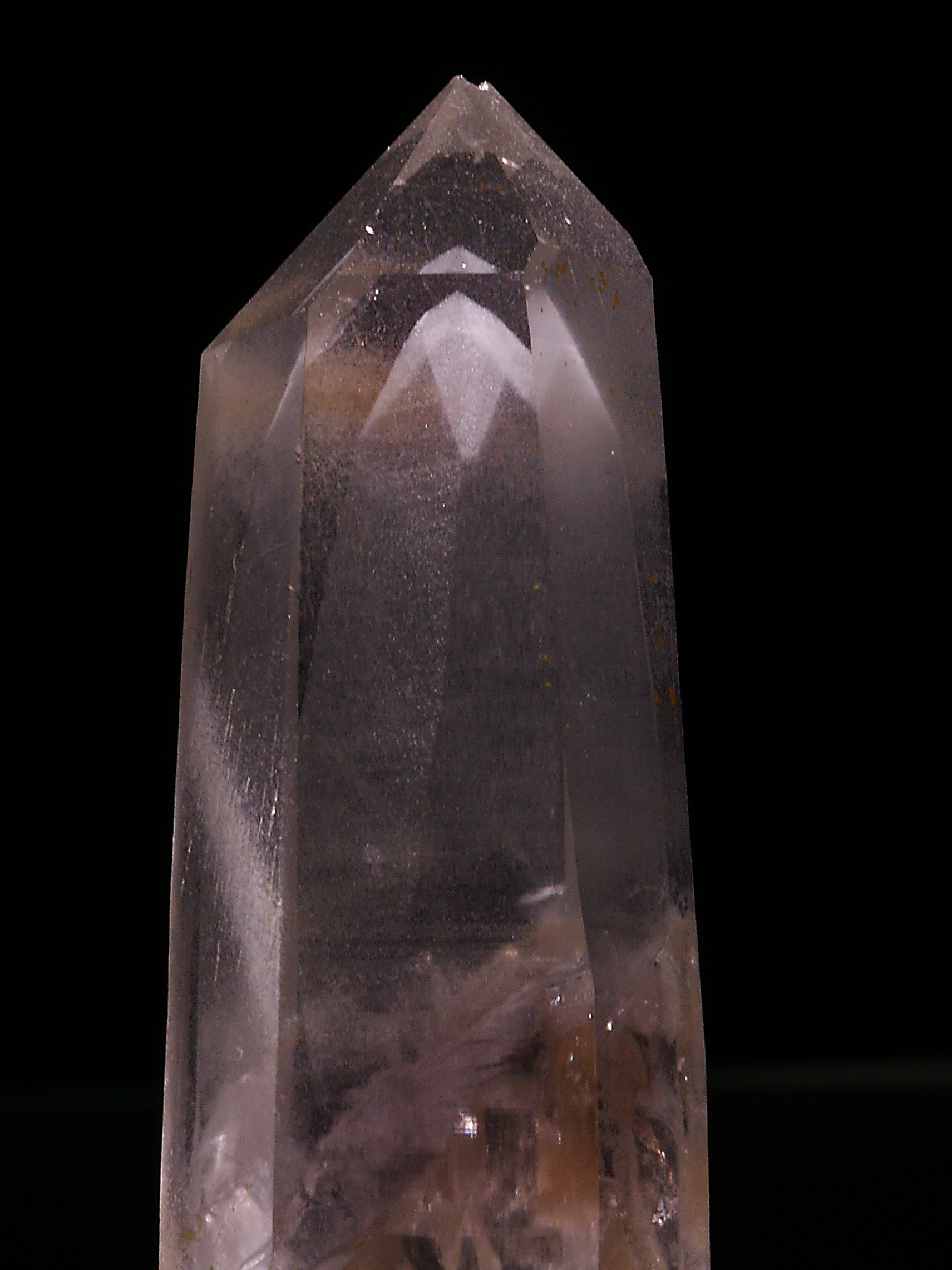
石英のファントムクリスタル

ファントムクォーツ(Phantom quartz)は、既存の結晶の上に形成されるさまざまな石英、またはロッククリスタルである。
結晶の境界を目に見えるようにする組成物の幾らかの変化のため、含まれる結晶が見える。このような結晶は、ファントムとして知られる多数の小さな結晶の輪郭を表す。オーストリア、ブラジル、マダガスカル、スイス、アメリカで発見されている。 
通常の石英のように、ファントムクォーツの化学組成は二酸化ケイ素 (SiO2) である。利用可能なファントムクォーツの形態は、ジュエリーペンダントとして使用される結晶グループおよび単結晶である。